# Gildo Caputo
Gildo Caputo (Parigi, 24 giugno 1904 – Parigi, 27 febbraio 1988) è stato un mercante d'arte e antifascista italiano naturalizzato francese, nonché soldato della Legione straniera francese.

## Biografia
Gildo Caputo nacque a Parigi il 24 giugno 1904 da genitori italiani. Figlio di un pittore, originario di Salerno, nipote di un editore (la madre, milanese di nascita, era la figlia del celebre editore Angelo Sommaruga), dopo gli studi al Liceo "Luigi il Grande" e all'università della Sorbona, effettuò numerosi viaggi in America del Sud.
Nel 1939 allo scoppio della seconda guerra mondiale si arruolò volontario nella ricostituita Legione Garibaldina del colonnello Camillo Marabini, partecipando alla campagna militare in difesa della Finlandia, aggredita dall'URSS. Fientrato in Francia, fu poi trasferito nella Legione straniera francese.
Ottenuta la nazionalità francese, partecipò alla Resistenza con lo pseudonimo "Ronsard", tanto che egli scrisse delle critiche nella "Comœdia", edizione francese del giornale italiano "Il Tempo".
Divenuto nel 1942 direttore, seguendo il consiglio di André Malraux et Jean Paulhan, della galleria René Drouin in place Vendôme, con la collaboratrice Myriam Prévot, espose le opere di Vasilij Vasil'evič Kandinskij, Alberto Magnelli, Jean Fautrier, Wols, Jean Dubuffet, Georges Mathieu, Fougeron, Gischia, Roger Bissière, Pignon, Tal-Coat, Le Moal, Alfred Manessier e Gustave Singier.
Nel 1948 fondò la galleria Billiet-Caputo, in rue La Boétie, ove continuò l'esposizione di giovani pittore e creò con Louis Carré il Comitato professionale delle gallerie d'arte, in cui successe a Daniel-Henry Kahnweiler, fu presidente per 18 anni, poi presidente onorario.
Alla fine del 1950 Paul Martin, industriale d'origine lionese, che l'aveva introdotto nel campo artistico nel 1942, cedette la Galleria de France in rue du Faubourg-Saint-Honoré a Myriam Prévot e a Gildo Caputo. Caputo presentò la maggior parte dei pittori della corrente della  "non figurazione" e dell'"astrattismo lirico" come Hans Hartung e Anna-Eva Bergman, Jean Le Moal, Alfred Manessier, Zoran Mušič, Pignon, Mario Prassinos, Gustave Singier, Pierre Soulages e Zao Wou-Ki. Questi contribuirono, negli anni compresi dal 1950 al 1960, a far sì che la Galleria de France diventasse una delle più importanti gallerie d'arte parigine.
Jean-Robert Arnaud nel 1990 scriveva in  "Cimaise" che «la Galleria de France fu in quei tempi una vera istituzione, essa dominò la vita artistica internazionale e diventò un luogo di esposizione obbligatorio di tutti gli artisti che cercavano la celebrazione di Parigi, per qualche tempo ancora capitale mondiale dell'arte.  Grandi premi internazionali per i suoi artisti, esposizioni museali al Musée d'Art Moderne, della città di Parigi diventarono in breve una vera succursale della galleria, liste d'attesa per i collezionisti».
Myriam Prévot si suicidò nel 1977, Gildo Caputo lasciò la Galleria de France nel 1981. Morì nel 1987.